# 章腾龙
章騰龍，字覲韓，清朝江蘇周莊鎮人。年少遊學習武於清雍正九年（1731年）效法徐霞客，遠遊各地，途經江蘇，浙江，江西，廣東，廣西等地，經過兩年多，抵達桂林，歷程數千里。回歸故里後，撰寫「嶺南雜記」、「粵遊記程」。
晚年，採集故里史實，於乾隆十八年（1753年）編纂成「貞豐擬乘」。50多年後，於嘉慶十五年（1810年），由里人陳勰編輯出版問世，成為周莊第一步鎮誌。民國「吳縣誌」稱「貞豐擬乘」問世後，顧時鳴撰「甫里誌」，撰「唯亭誌」，陳樹谷撰「陳墓誌」，陶煦又撰「周莊誌」，皆踵章氏而起者也。
章騰龍著作還有「綠天樹屋詩文集」、「駒隙誌」、「清夢錄」、「金閶婆子話稿」等。
章騰龍81歲卒。
章氏後人世居周莊，現已搬至昆山居住。